# Kronprinzenpokal 1916/17
Der Kronprinzenpokal 1916/17 war die siebte Auflage des Fußball-Pokalwettbewerbs, in dem die Auswahlmannschaften der Regionalverbände des Deutschen Fußball-Bundes gegeneinander antraten. Sieger wurde zum dritten Mal die Auswahl Norddeutschlands, die das Finale gegen Süddeutschland gewann.

## Teilnehmende Verbände
| Nordostdeutschland | Baltischer Rasen- und Wintersport-Verband  |
| Südostdeutschland  | Südostdeutscher Fußball-Verband            |
| Brandenburg        | Verband Brandenburgischer Ballspielvereine |
| Mitteldeutschland  | Verband Mitteldeutscher Ballspiel-Vereine  |
| Norddeutschland    | Norddeutscher Fußball-Verband              |
| Westdeutschland    | Westdeutscher Spiel-Verband                |
| Süddeutschland     | Verband Süddeutscher Fußball-Vereine       |

## Viertelfinale
| Datum           |                    | Ergebnis  | !Stadion                                            |
| --------------- | ------------------ | --------- | --------------------------------------------------- |
| 8. Oktober 1916 | Südostdeutschland  | 1:2 (1:0) | Mitteldeutschland \|Breslau, Platz des SC Schlesien |
| 8. Oktober 1916 | Nordostdeutschland | 1:6 (0:1) | Brandenburg \|Stettin, Minerva-Platz                |
| 8. Oktober 1916 | Norddeutschland    | 7:0 (5:0) | Westdeutschland \|Hamburg, Victoria-Platz           |

Freilos: Süddeutschland

## Halbfinale
| Datum             |                   | Ergebnis  | !Stadion                                      |
| ----------------- | ----------------- | --------- | --------------------------------------------- |
| 12. November 1916 | Brandenburg       | 0:4 (0:3) | Norddeutschland \|Berlin, Hertha-Platz        |
| 12. November 1916 | Mitteldeutschland | 0:0 n. V. | Süddeutschland \|Leipzig, Sportpark Connewitz |

Wiederholung:
| Datum             |                | Ergebnis  | !Stadion                                   |
| ----------------- | -------------- | --------- | ------------------------------------------ |
| 10. Dezember 1916 | Süddeutschland | 4:0 (2:0) | Mitteldeutschland \|Fürth, Platz der SpVgg |

## Finale
| Paarung         | Norddeutschland – Süddeutschland |
| Ergebnis        | 2:1 (2:1) |
| Datum           | 8. April 1917 |
| Stadion         | Schebera-Platz, Berlin-Gesundbrunnen |
| Zuschauer       | 6.000 |
| Schiedsrichter  | Curt von Paquet (Berlin) |
| Tore            | 0:1 Philipp (5., Elfmeter), 1:1 Lüdecke (15.), 2:1 Buckendahl (22.) |
| Norddeutschland | Walter Gamerdinger (FC Union 03 Altona) – Max Buchmann (Eimsbütteler TV), Waldemar Gilge (Altonaer FC 1893) – Hugo Fick (FV Holstein Kiel), Theo Frahm (SC Sperber Hamburg), Engelbert Schmincke (Bremer SC 1891) – Heinrich Faust (Hannoverscher SV 96), Adolf Jäger (Altonaer FC 1893), Otto Buckendahl (Braunschweiger FC Eintracht), Oskar Lüdecke (Altonaer FC 1893), Fritz Lange (FC Arminia Hannover) |
| Süddeutschland  | Bauer (MTV München) – Ludwig Philipp (1. FC Nürnberg), Josef Bruglachner (VfR Mannheim) – Georg Rottenberger (SpVgg Fürth), Schäfer (FC Pfalz Ludwigshafen), Ludwig Perz (F.A. Bayern im Münchner SC) – Karl Huber (TSV München 1860), Willi Häußler (FC Stuttgarter Kickers), Max Schäfer (FC Stuttgarter Kickers), Leonhard Seiderer (SpVgg Fürth), Hermann Richter (SpVgg Fürth)                          |

## Die Siegermannschaft
Nachfolgend ist die Siegermannschaft mit Einsätzen und Toren der Spieler angegeben.
| Norddeutschland | |
|                 | - Tor: Walter Gamerdinger (FC Union 03 Altona) (3/-) - Abwehr: Max Buchmann (Eimsbütteler TV) (3/-), Waldemar Gilge (Altonaer FC 1893) (3/-) - Mittelfeld: Hugo Fick (FV Holstein Kiel) (3/-), Theo Frahm (SC Sperber Hamburg) (3/-), Engelbert Schmincke (Bremer SC 1891) (3/-) - Angriff: Ludwig Breuel (SC Sperber Hamburg) (1/1), Otto Buckendahl (Braunschweiger FC Eintracht) (1/1), Heinrich Faust (Hannoverscher SV 96) (3/-), Godemann (Eimsbütteler TV) (1/-), Kurt Hilbert (Altonaer FC 1893) (1/3), Adolf Jäger (Altonaer FC 1893) (2/1), Fritz Lange (FC Arminia Hannover) (3/5), Walter Lorenz (Eimsbütteler TV) (2/1), Oskar Lüdecke (Altonaer FC 1893) (1/1) - Trainer: – |

## Erfolgreichster Torschütze
| Spieler     | Verein              | Tore |
| ----------- | ------------------- | ---- |
| Fritz Lange | FC Arminia Hannover | 5    |